# Ceanothus dentatus
Ceanothus dentatus är en brakvedsväxtart som beskrevs av John Torrey och Gray. Ceanothus dentatus ingår i släktet Ceanothus och familjen brakvedsväxter. Utöver nominatformen finns också underarten C. d. floribundus.